# Проксима Центавра c
Проксима Центавра c — непідтверджена екзопланета, друга по віддаленості від материнської зірки.

## Характеристики
Деякі характеристики планети:
- Орбітальний період — 1928 діб (5,2 років)[7]
- Радіус орбіти — 1,48 а. о.
- Маса — 5,8 мас Землі[8]

## Історія
У квітні 2019 року, група науковців на чолі з Маріо Дамассо (італ. Mario Damasso) вперше повідомив про відкриття нової екзопланети поблизу зірки Проксима Центавра.

15 січня 2020 року, Маріо Дамассо опублікував результати дослідження, згідно яких було виявлено другу, після Проксима Центавра b, екзопланету у зоряній системі Проксима Центавра. У науковій роботі Дамассо використав результати дослідження з аналізом данних місії HARPS, які раніше опублікував український астрофізик Яків Павленко та його колеги з Instituto de Astrofísica de Canarias.
| | Автори використали наші результати, отримані у співпраці з групою вчених з Інституту астрофізики на Канарських о-вах, для того, щоб відкинути можливість пояснення довгоперіодичної варіації параметрів спектру Проксими явищами зоряної активності. |
| — Яків Павленко, Проксима Центавра може бути домом для другої планети [оновлено], 16 січня 2020, https://scienceukraine.com/cosmos/proxima-c-candidate/ | |

У червні 2020 року, відкриття підтвердили спіробітники Макдональдської обсерваторії, а також було опубліковано результати нового дослідження іншою групою науковців, проведених на основі данних місії SPHERE, які частково пітверджували відкриття нової екзопланети.
У 2022 році, було опубліковано наукову роботу, автори якої стверджували про малоімовірність наявності екзопланети Проксима Центавра c.

#### Відео
- Damasso, Mario ; Sordo, Fabio Del (12 April 2019). Things Behind the Sun: Proxima Strikes Again на YouTube. Breakthrough Discuss 2019, Berkeley.